# Leptogaster velutina
Leptogaster velutina là một loài ruồi trong họ Asilidae. Leptogaster velutina được Janssens miêu tả năm 1954. Loài này phân bố ở vùng nhiệt đới châu Phi.